# San Antonio Caribal
San Antonio Caribal är en ort i Mexiko.   Den ligger i kommunen Ocosingo och delstaten Chiapas, i den sydöstra delen av landet, 800 km öster om huvudstaden Mexico City. San Antonio Caribal ligger 762 meter över havet och antalet invånare är 111.
Terrängen runt San Antonio Caribal är kuperad. Runt San Antonio Caribal är det glesbefolkat, med 16 invånare per kvadratkilometer. Närmaste större samhälle är Miguel Hidalgo, 2,8 km norr om San Antonio Caribal. I omgivningarna runt San Antonio Caribal växer i huvudsak städsegrön lövskog.